# Estafeta Carga Aérea

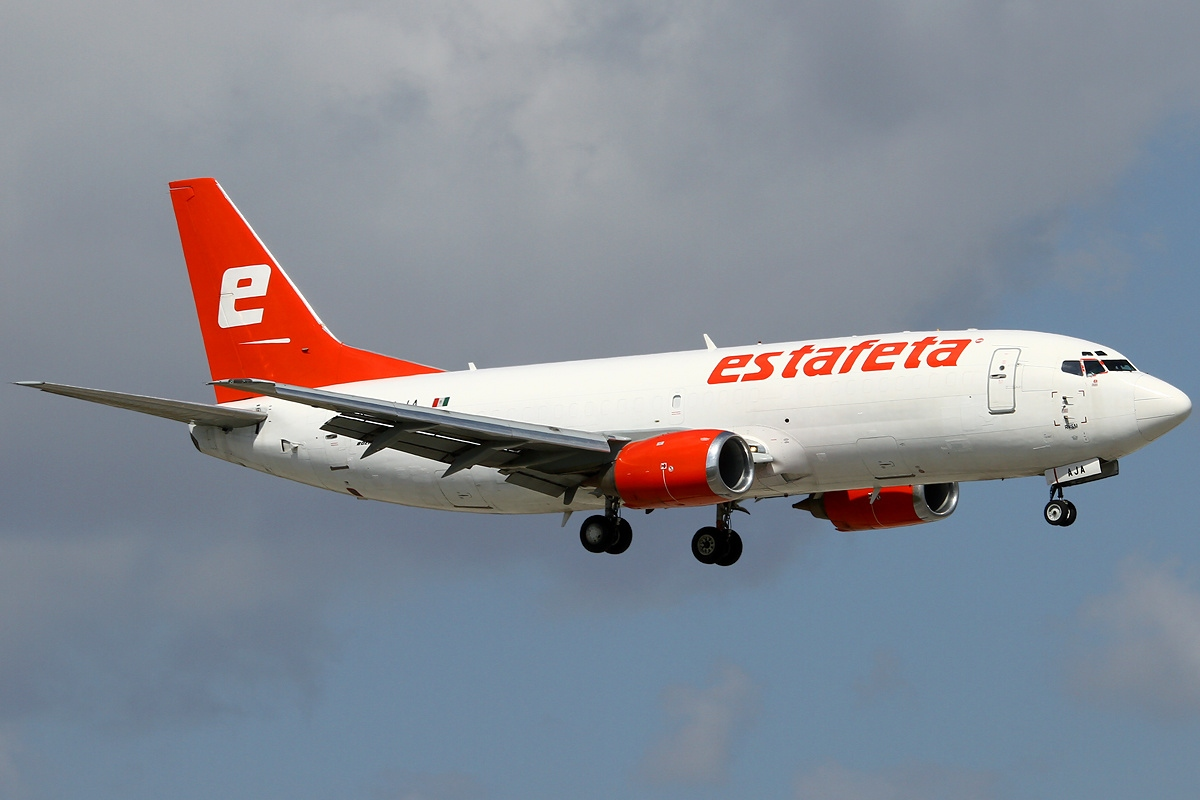
Boeing 737-3Y0(F) (XA-AJA) de Estafeta Carga Aérea aterrizando en el Aeropuerto Internacional de Miami.

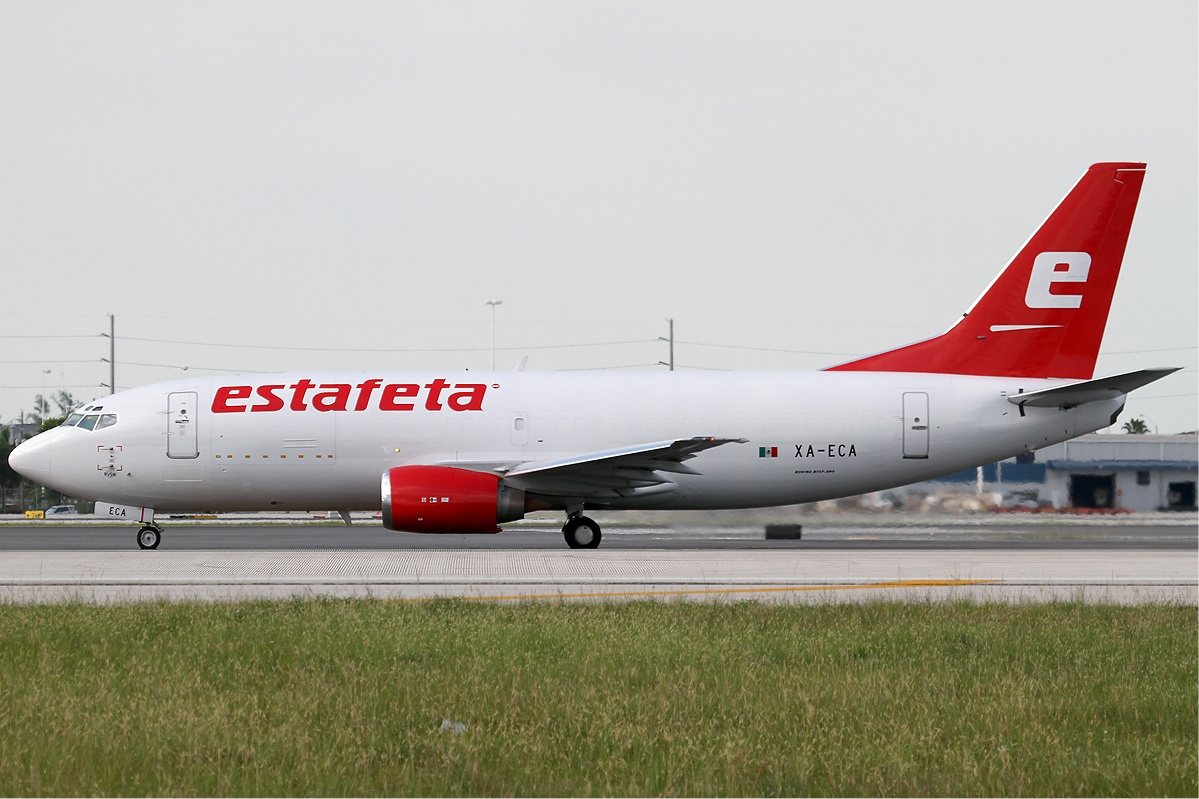
Boeing 737-3M8(SF) (XA-ECA) de Estafeta Carga Aérea en el Aeropuerto Internacional de Miami.

Estafeta Carga Aérea es una aerolínea de carga filial de la empresa Logística Estafeta basada en la Ciudad de México, México. Opera charters de carga doméstica en México y en los Estados Unidos y cuenta con más de 25 acuerdos interlineales para proveer servicios de conexión al resto de América, Asia y Europa. Su principal base está en el Aeropuerto Internacional de San Luis Potosí, en la ciudad de San Luis Potosí.

## Historia
Estafeta Mexicana fue fundada en México el 8 de agosto de 1979 por Gerd Grimm, un emprendedor alemán que procedía del segmento de la consignación y transportación marítima internacional. Grimm deseaba dar un cambio en el mercado de la distribución y logística mexicanas, en especial para envíos pequeños y urgentes.
La aerolínea fue fundada el 9 de febrero del 2000 y comenzó operaciones el 2 de noviembre del mismo año. Inicialmente solo se dedicaba a entregas nacionales, pero en enero del 2002 inició las entregas internacionales. Está completamente manejada por Grupo Estafeta y cuenta con 174 empleados. (hasta marzo de 2007).
Estafeta fue adquirida en julio de 2024 por la empresa estadounidense UPS.

## Destinos
La aerolínea ofrece servicio a 13 ciudades mexicanas y 1 en Estados Unidos:
|  | Centro de conexiones |
|  | Próximo destino      |
|  | De temporada         |

## Flota

### Flota actual
A abril de 2025, el promedio de la edad de la flota de Estafeta era de 28.3 años, la cual consiste en los siguientes aviones:

### Flota histórica
La aerolínea contó con la siguiente flota histórica:

## Galería de fotos

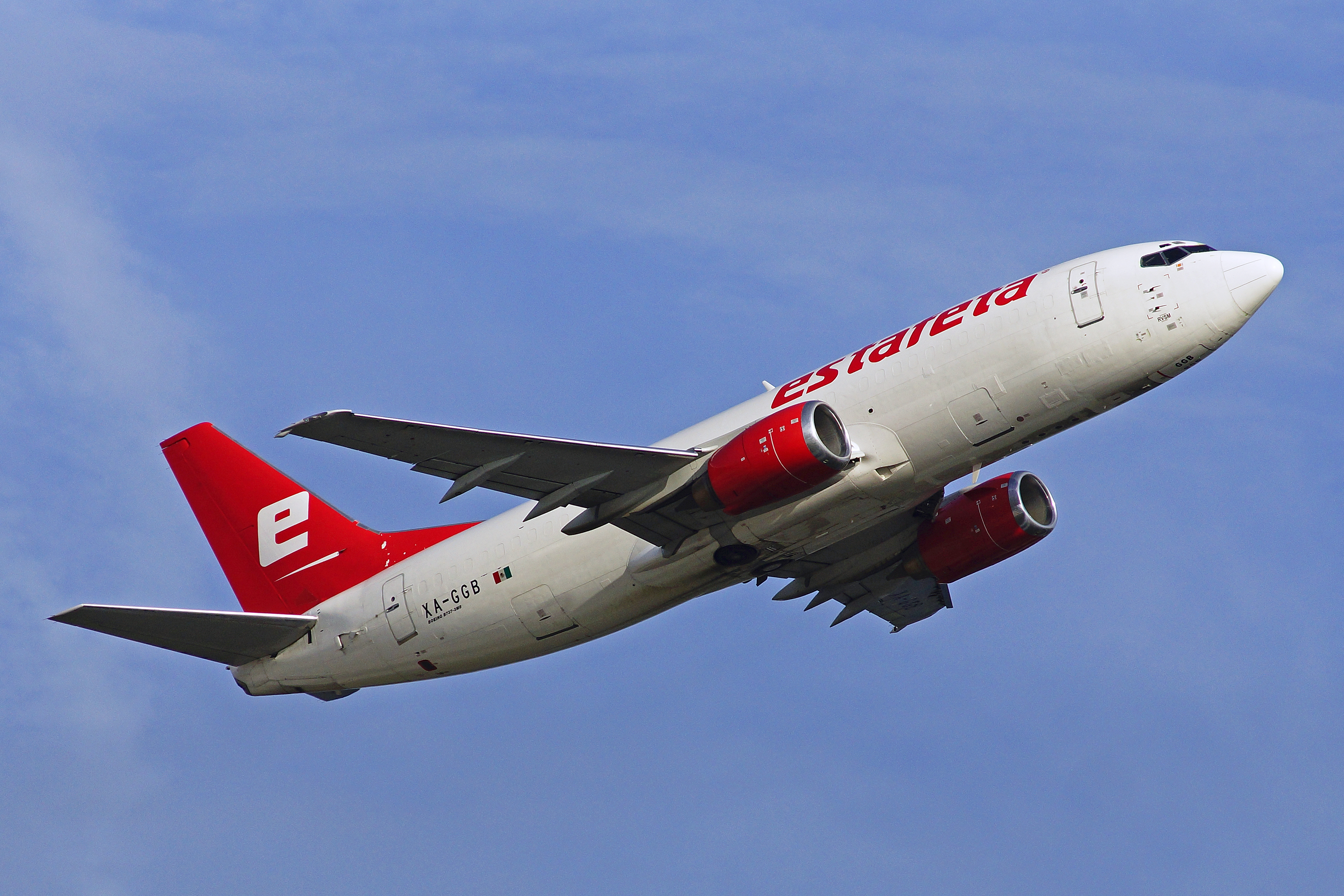
Boeing 737-3M8-F de Estafeta Carga Aérea despegando del Aeropuerto Internacional de Miami.
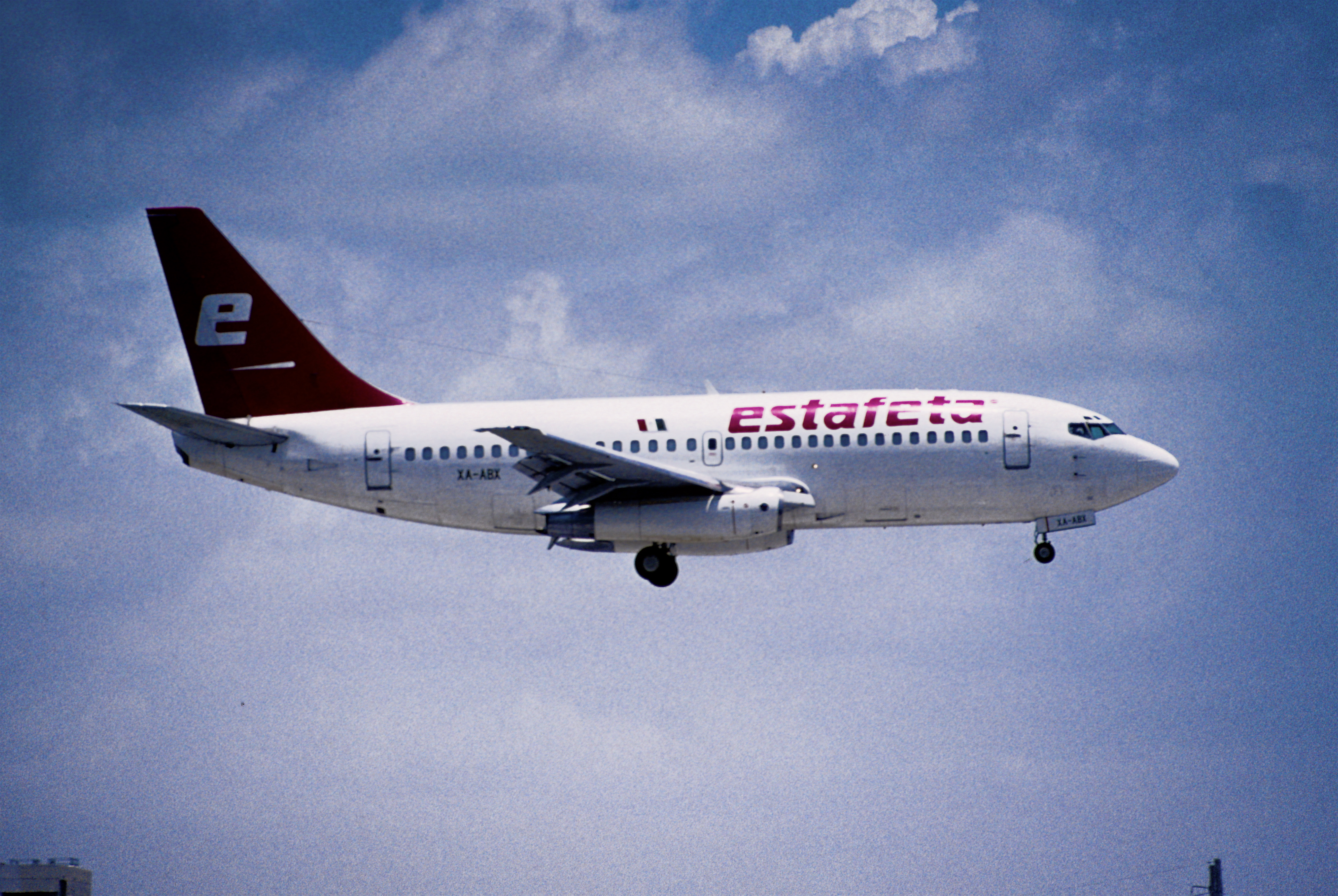
Boeing 737-210-C Adv. de Estafeta Carga Aérea aterrizando en el Aeropuerto Internacional de Miami.
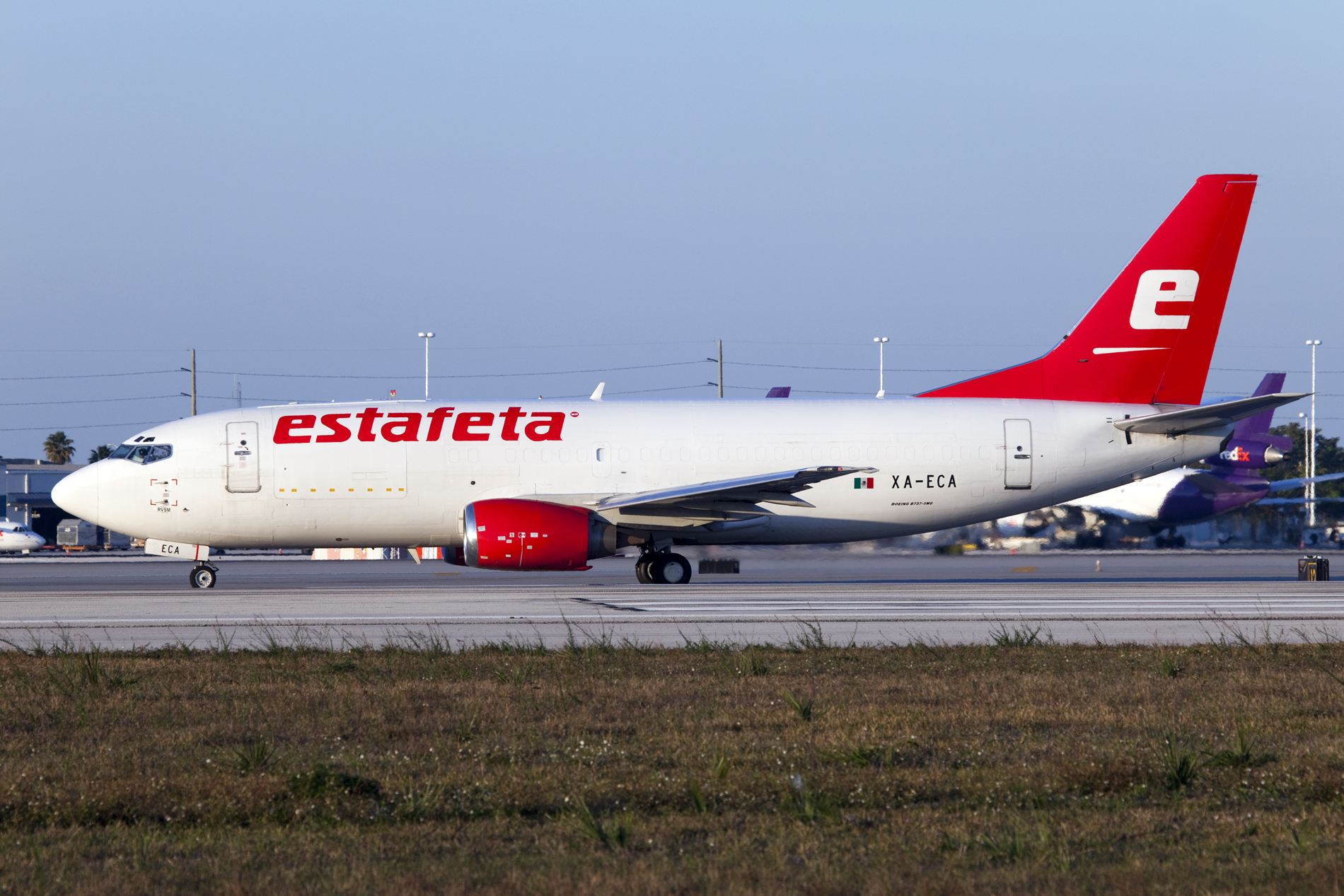
Boeing 737-3M8(SF) (XA-ECA) de Estafeta Carga Aérea en el Aeropuerto Internacional de Miami.
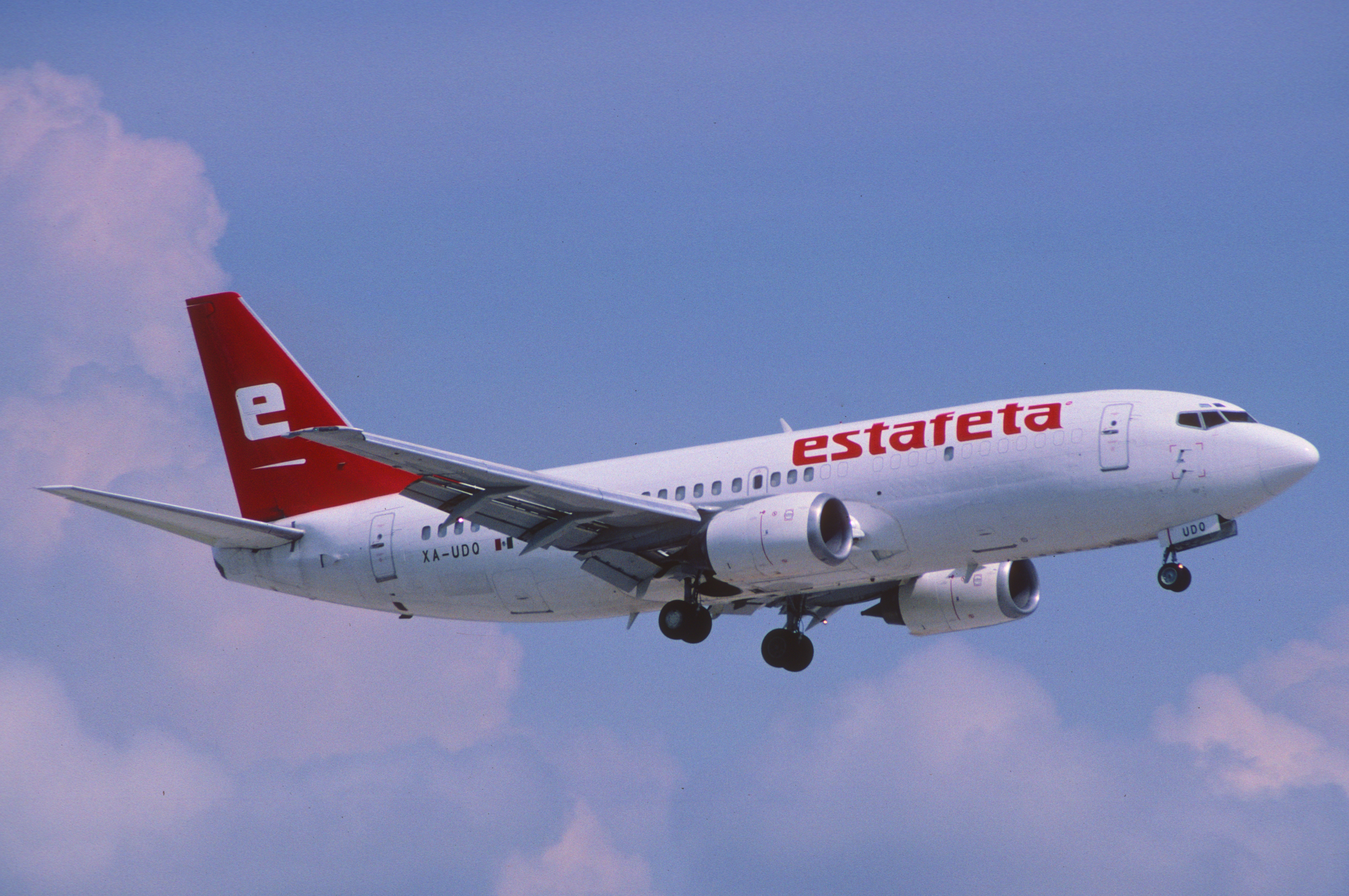
Boeing 737-3Y0(SF) (XA-UDQ) de Estafeta Carga Aérea aterrizando en el Aeropuerto Internacional de Miami.